# Tell Berna
Tell Schirnding Berna (Pelham Manor, Nova York, 14 de juliol de 1891 – Nantucket, Massachusetts, 5 d'abril de 1975) va ser un atleta estatunidenc que va competir a començaments del segle xx. En el seu palmarès destaca una medalla als Jocs Olímpics de 1912.
De 1910 a 1912 va guanyar el campionat IC4A de dues milles i aquest darrer any va establir un rècord nacional que fou vigent durant 20 anys. El 1912 va prendre part en els Jocs Olímpics d'Estocolm, on disputà quatre proves del programa d'atletisme. En els 3.000 metres per equips guanyà la medalla d'or, en els 5.000 metres fou cinquè i en les dues proves de camp a través abandonà.
Berna es va graduar per la Universitat Cornell el 1912 i posteriorment va treballar en nombroses empreses de maquinària industrial. El 1937 passà a exercir de secretari general de la National Machine Tools Business Association, on es va mantenir fins a la fi de la Segona Guerra Mundial.